# Гола, Эмилио
Эмилио Гола (итал. Emilio Gola; 22 февраля 1851 года, Милан — 21 декабря 1923 года, Милан) — итальянский живописец неоимпрессионистического направления. Работал в жанрах портрета и пейзажа.
Эмилио Гола вырос в дворянской семье. С раннего возраста его отец — Карло Гола, художник-любитель — поощрял стремления сына к искусству. В 1873 году Эмилио получил степень в области промышленной инженерии в Королевском высшем техническом институте (Regio Istituto Tecnico Superiore; будущий Миланский политехнический университет). В то же время занимался живописью под руководством Себастьяно Де Альбертиса, дополняя обучение поездками в Нидерланды и Францию.
Эмилио Гола дебютировал в качестве художника в 1879 году на выставке в Галерее Брера, после чего постоянно участвовал в национальных выставках и вскоре получил официальное признание. С 1880-х годов активно работал в качестве портретиста, получая множество заказов. Его любимый жанр — женские портреты, изображения прекрасных дам итальянского высшего общества в обыденной обстановке. Эмилио Гола совершил поездку в Англию, а затем отправился в Париж, специально чтобы познакомиться с Эдуаром Мане.
Помимо портретов Гола писал пейзажи, отличающиеся выразительным использованием цветовых сочетаний и эффектов светотени. Критики подчёркивали, что, в отличие от французских импрессионистов, в пейзажах Голы сохраняется тенденция «сгущения красок до плотной цветовой вибрации», поэтому его творчество относят к «импрессионизму ломбардского происхождения».
Работая в Лигурии и Венеции, Эмилио Гола в последние годы сосредоточился на сельских видах и морских пейзажах. Одним из его учеников был Альберто Маласпина (1853—1903).
Cкончался художник в родном Милане. Кремирован в крематории Монументального кладбища Милана (Cimitero Monumentale di Milano). В Милане его именем названа улица — итал. Via Emilio Gola.

## Галерея

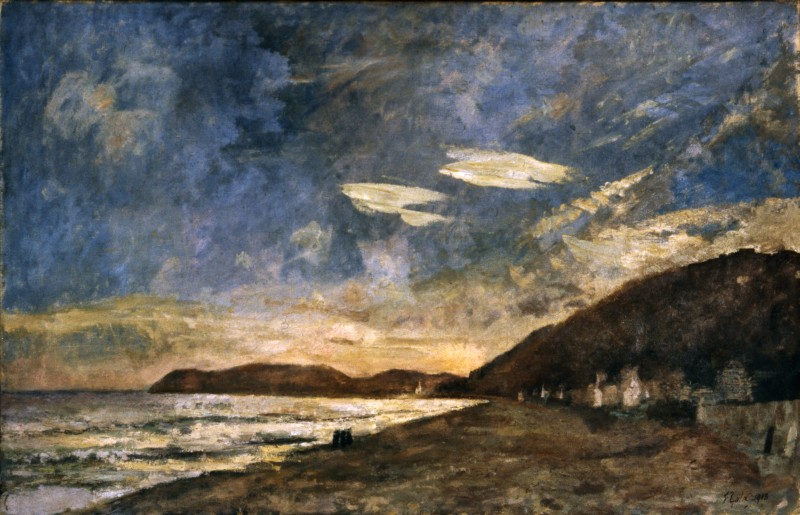
Морской вид Алассио. 1918. Фонд Карипло
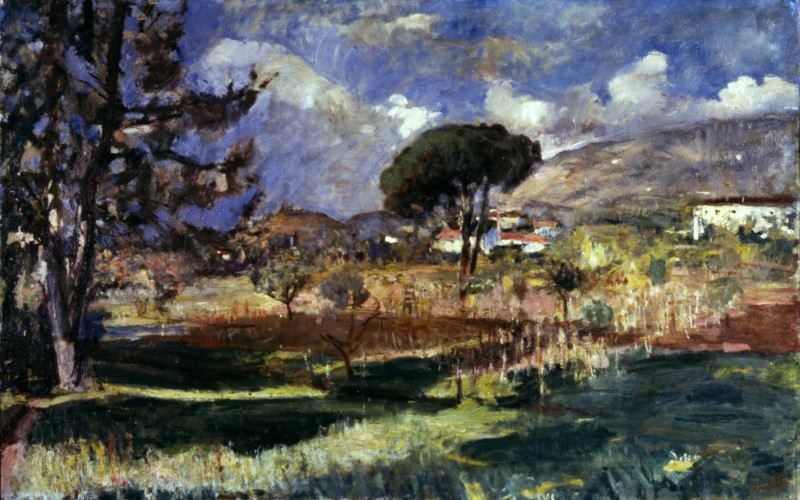
Пейзаж. Ок. 1920. Фонд Карипло
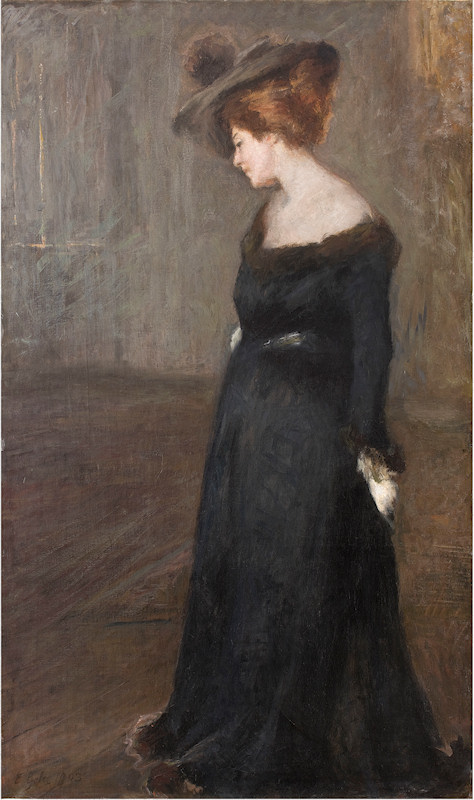
Женский портрет. 1903. Галерея на площади Скала, Милан
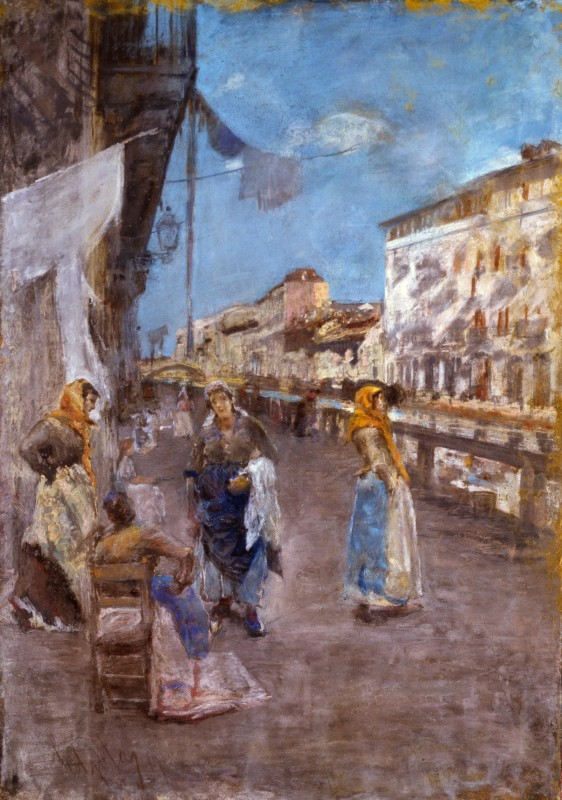
Прачки на Навильо. Между 1894 и 1899 гг. Галерея на площади Скала, Милан
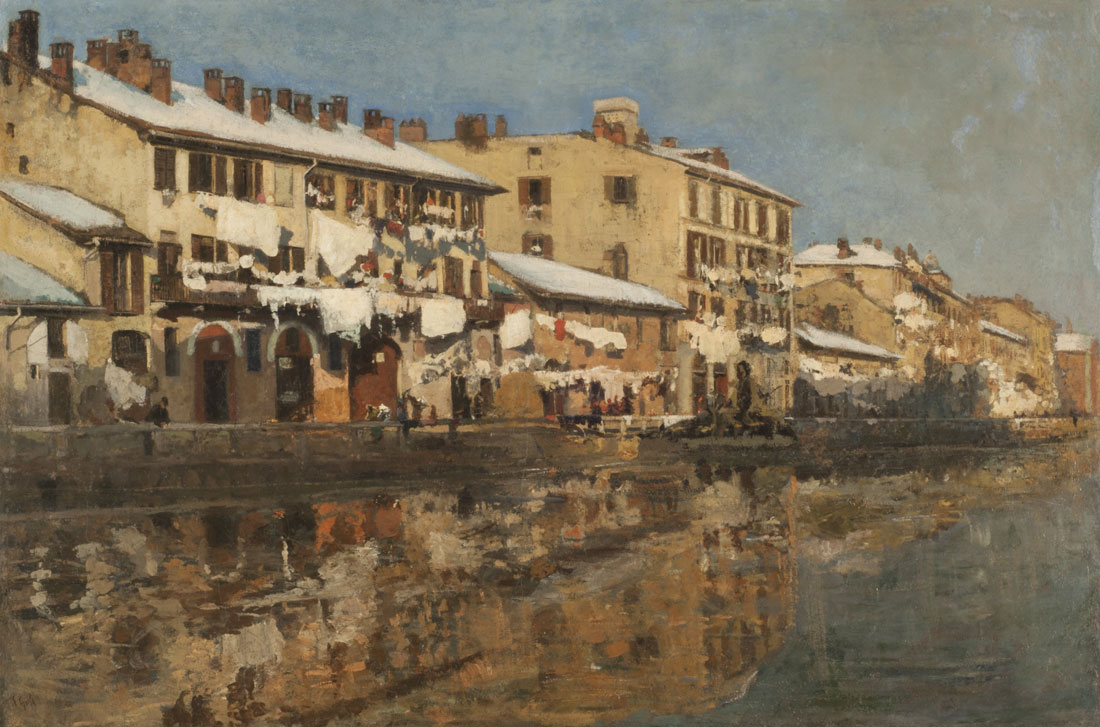
Набережная канала. Национальный музей изобразительных искусств. Буэнос-Айрес, Аргентина